# Rourea pittieri
Rourea pittieri är en tvåhjärtbladig växtart som beskrevs av Sidney Fay Blake. Rourea pittieri ingår i släktet Rourea och familjen Connaraceae. Inga underarter finns listade i Catalogue of Life.